# Resolució 273 del Consell de Seguretat de les Nacions Unides
La Resolució 273 del Consell de Seguretat de les Nacions Unides fou adoptada el 9 de desembre de 1969, després d'una denúncia del Senegal pel que fa al bombardeig de la localitat senegalesa de Samine a partir d'una base portuguesa a Begene. El Consell va condemnar l'acció i va demanar a Portugal que desistís de violar la sobirania i la integritat territorial del Senegal.
La resolució va ser aprovada per 13 vots contra cap; Espanya i els Estats Units es van abstenir.